# Urdiain
Urdiain (en espagnol Urdiáin) est une ville et une municipalité de la Communauté forale de Navarre (Espagne).
Elle est située dans la zone bascophone de la province où la langue basque est coofficielle avec l'espagnol et à 47 km de la capitale, Pampelune. Le secrétaire de mairie est aussi celui de Ziordia.

## Division linguistique
En 2011, 79.9% de la population d'Urdiain avait le basque comme langue maternelle. La population totale située dans la zone bascophone en 2018, comprenant 64 municipalités dont Urdiain, était bilingue à 60.8%, à cela s'ajoute 10.7% de bilingues réceptifs.

### Droit
En accord avec Loi forale 18/1986 du 15 décembre sur le basque, la Navarre est linguistiquement divisée en trois zones. Cette municipalité fait partie de la zone bascophone où l'utilisation du basque y est majoritaire. Le basque et le castillan sont utilisés dans l'administration publique, les médias, les manifestations culturelles et en éducation cependant l'usage courant du basque y est présent et encouragé le plus souvent.

## Personnalités
- Iker Flores : cycliste espagnol né le 28 juillet 1976 à Urdiain, il commence sa carrière professionnelle en 1999 dans l'équipe Euskaltel-Euskadi.
- Igor Flores : cycliste espagnol né le 5 décembre 1973 à Urdiain, il fera sa carrière professionnelle entre les années 1996 et 2002. Il commence sa carrière professionnelle en 1996 avec la Fundación Eukadi qui deviendra Euskaltel-Euskadi.

### Sources
- (es) Cet article est partiellement ou en totalité issu de l’article de Wikipédia en espagnol intitulé « Urdiáin » (voir la liste des auteurs).